# Namwinyu
Namwinyu ist ein Verwaltungsbezirk (Ward) des Distrikts Tunduru in der tansanischen Region Ruvuma.

## Geografie
Namwinyu liegt im Süden von Tansania an der Nationalstraße T6 rund 120 Kilometer östlich der Regionshauptstadt Songea und 70 Kilometer nordwestlich der Distrikthauptstadt Tunduru. Der Bezirk grenzt im Norden an Kalulu, im Osten an Matemanga, im Süden an Nampungu und im Westen an Mchomoro. Bei der Volkszählung 2022 lebten 13.724 Menschen in 3153 Haushalten auf einer Fläche von 856 Quadratkilometern.

## Gliederung
Der Bezirk besteht aus fünf Gemeinden (Mtaa) mit 41 Orten (Kitongoji):
| Namwinyu - Shuleni - Changarawe - Karonga - Msikitini - Muungano - Umoja - Mpakani - Sokoni - Misufini - Mhuwesi - Azimio - Jitegemee - Minazini - Zimamoto | Namakungwa - Twende Sote - Miembeni - Kivukuni - Jiungeni - Mkasale - Muungano - Mpakani - Shuleni - Msikitini - Tuleane - Changarawe A - Makayuyu - Mambobado | Darajambili - Darajambili - Mikoroshini - Wajira | Huria - Misioni A - Misufini - Misioni B - Majengo - Huria B | Ndenyende - Sisi Kwa Sisi - Minazini - Majengo - Amani - Tuwemacho - Angalia |

## Wirtschaft und Infrastruktur
- Bildung: Im Bezirk gibt es eine weiterführende Schule.[8] Die Namwinyu Secondary School ist eine staatliche Schule, die rund 150 Schüler bis zur 4. Stufe ausbildet.[9]
- Gesundheit: In den Gemeinden Namwinyu, Darajambili und Ndenyende liegt je eine staatliche Apotheke.[10][11][12]
- Straße: Die wichtigste Verkehrsverbindung ist die asphaltierte Nationalstraße T6, die den Bezirk von Westen nach Osten durchquert.[13]